# Jaroslav Březina
Jaroslav Březina (* 8. května 1968 Praha) je český operní pěvec.

## Životopis
Na Pražské konzervatoři vystudoval zpěv u Zdeňka Jankovského a následně se soukromě zdokonaloval u Václava Zítka. Už během studování získal ocenění na mezinárodních pěveckých soutěžích Antonína Dvořáka v Karlových Varech a Mikuláše Schneidera-Trnavského v Trnavě a stal se členem vokální skupiny Dobrý večer kvintet. V roce 1993 se stal sólistou Opery Národního divadla v Praze, kde vytvořil mnoho rolí. Podílel se na řadu nahrávek, například Janáčkovy opery Šárka a Dvořákovy opery Tvrdé palice, Rybovy České mše vánoční pro Deutsche Grammophon a Zelenkovy korunovační opery Sub olea pacis et palma virtutis, která obdržela Cannes Classical Awards za rok 2002. Vystupoval i v zahraničí, a to v Japonsku, Rakousku, Norsku, Německu a Francii. V Teatro Real v Madridu provedl Janáčkův Zápisník zmizelého, s Jiřím Bělohlávkem a Českou filharmonií koncertní provedení Její pastorkyňa v Praze a Londýně a v roce 2016 Příhody lišky Bystroušky v Teatro Reggio v Turíně. Během zádušní mše za Václava Havla ve katedrále sv. Víta zpíval tenorový part skladby Requiem od Wolfganga Amadea Mozarta.
Za rok 2015 obdržel cenu Thálie v oboru opera za mimořádný výkon v roli Laci Klemeně v opeře Její pastorkyňa Leoše Janáčka v Národním divadle Brno a v roce 2018 obdržel Pamětní medaili za šíření hudby Leoše Janáčka v Česku i v zahraničí. V roce 2023 získal cenu Thálie v oboru opera za mimořádný výkon v roli Heroda v opeře Salome Richarda Strausse v Národním divadle Brno.

## Operní role

### Národní divadlo
- Don Giovanni (Wolfgang Amadeus Mozart)
- La clemenza di Tito (Wolfgang Amadeus Mozart)
- Kouzelná flétna (Wolfgang Amadeus Mozart)
- Únos ze serailu (Wolfgang Amadeus Mozart)
- Così fan tutte (Wolfgang Amadeus Mozart)
- Lazebník sevillský (Gioacchino Rossini)
- Romeo a Julie (Charles Gounod)
- Carmen (Georges Bizet)
- Falstaff (Giuseppe Verdi)
- La traviata (Giuseppe Verdi)
- Macbeth (Giuseppe Verdi)
- Komedianti (Ruggero Leoncavallo)
- Lady Macbeth Mcenského újezdu (Dmitrij Šostakovič)
- Prodaná nevěsta (Bedřich Smetana)
- Tajemství (Bedřich Smetana)
- Čertova stěna (Bedřich Smetana)
- Jakobín (Antonín Dvořák)
- Čert a Káča (Antonín Dvořák)
- Její pastorkyňa (Leoš Janáček)
- Káťa Kabanová (Leoš Janáček)
- Příhody lišky Bystroušky (Leoš Janáček)
- Řecké pašije (Bohuslav Martinů)
- Nápoj lásky (Gaetano Donizetti )

### Národní divadlo Brno
- Lazebník sevillský (Gioacchino Rossini)
- Prodaná nevěsta (Bedřich Smetana)
- Polská krev (Oskar Nedbal)
- Její pastorkyňa (L. Janáček )
- Salome (Richard Strauss)

### Národní divadlo moravskoslezské
- Kouzelná flétna (Wolfgang Amadeus Mozart)
- Orfeus v podsvětí (Jacques Offenbach)
- Prodaná nevěsta (Bedřich Smetana)
- Život prostopášníka (Igor Stravinskij)
- Noc v Benátkách (Johann Strauss mladší)
- Ifigenie v Aulidě (Gluck) (Christoph Willibald Gluck)